# Kyrkoavgift
Kyrkoavgiften är en möjlighet att, via skattsedel, ge ekonomiska medel till trossamfund i Sverige. Det innebär att arbetsgivaren gör ett förhöjt skatteavdrag i samband med löneutbetalningen och att Skatteverket sedan betalar ut medlemsavgift till trossamfundet. Trossamfundet måste ha ett beslut från regeringen om detta (så kallad avgiftshjälp). Skatteverket har godkänt 17 trossamfund som man kan betala medlemsavgift "via skattsedeln" till, bl.a. följande trossamfund: Svenska kyrkan, Equmeniakyrkan, Svenska Alliansmissionen, Evangeliska Frikyrkan, Stockholms katolska stift (Romersk-katolska kyrkan i Sverige), Frälsningsarmén och Pingströrelsen i Sverige. För medlemskap i vissa trossamfund krävs att man betalar/ger kyrkoavgift, bland annat Svenska kyrkan och Katolska kyrkan (d.v.s medlemsgrundande). I andra samfund är medlemskap och givande via kyrkoavgiften åtskilda, bland annat Evangeliska Frikyrkan och Pingströrelsen i Sverige.  Genomsnittliga avgiften 2024 i Svenska kyrkan var 1,040 %, där en icke territoriell församling vanligen har lägre avgift. Exempelvis har Hovförsamlingen har 0,8%.
Staten tar genom Skatteverket upp såväl kyrkoavgift som begravningsavgift. 
Begravningsavgiften och kyrkoavgiften är dock numera åtskilda och är från och med 1 januari 2013 fristående även för medlemmar i Svenska kyrkan. Svenska kyrkans församlingar är huvudmän för begravningsverksamheten, utom i Stockholm och Tranås där kommunen är huvudman. Begravningsavgiften ska täcka huvudmännens kostnader för den löpande begravningsverksamheten, dvs. för att hålla och sköta begravningsplatser m.m. För medlemmar i Svenska kyrkan innebär förändringen endast att begravningsavgiften redovisas på en egen rad på ditt slutskattebesked. Detta görs redan för alla andra. Den genomsnittliga begravningsavgiften inkomstår 2013 var 0,22 procent. Respektive länsstyrelse har tillsyn över begravningsverksamheten. För de begravningshuvudmän som ingår i Svenska kyrkan ska Kammarkollegiet fastställa begravningsavgiften efter förslag från den kyrkliga huvudmannen. Särskilda begravningsombud bevakar de intressen som de som inte tillhör Svenska kyrkan har.

## Vad avgiften används till
Avgiften som betalas in används av de olika samfunden för att kunna bedriva verksamhet. En av Svenska kyrkans stora utgiftsposter är underhållet av de tusentals kyrkor som står runtom i landet. Avgiften används också till att betala ut löner och i viss mån bistånd till andra organisationer.

## Finland
Kyrkoskatt är av evangelisk-luthersk och ortodox församling och på basis av kommunalskatten uppburen medlemsavgift.
Om kyrkoskatt stadgades inom ortodoxa kyrkan 1918, inom evangelisk-lutherska kyrkan 1922 för de församlingar som inte förmådde betala prästernas löner ur församlingskassan. Kyrkoskatten blev obligatorisk för alla församlingar 1959 och uppbärs till kyrkosamfunden genom statsskatteförvaltningen. Kyrkoskatt beräknas på basis av den inkomst som beaktas i kommunalbeskattningen. Kyrkoskattens inkomstskattesats varierar i församlingarna. Kyrkoskatten betalas till den församling eller kyrkliga samfällighet på vars område församlingsmedlemmen var bosatt i slutet av det år som föregick beskattningsåret.